# Nicol Crags
Die Nicol Crags sind rund 1300 m hohe Felsvorsprünge im ostantarktischen Coatsland. In den Read Mountains der Shackleton Range ragen sie südlich des Arkell Cirque auf.
Erste Luftaufnahmen fertigte die United States Navy im Jahr 1967 an. Der British Antarctic Survey nahm zwischen 1968 und 1971 Vermessungen vor. Das UK Antarctic Place-Names Committee benannte sie 1972 nach dem britischen Physiker und Geologen William Nicol (≈1768–1851).